# Franken Fran
Franken Fran (フランケン・ふらん Furanken Furan?) es una serie de manga escrita e ilustrada por Katsuhisa Kigitsu. El manga fue publicado por primera vez por la revista de manga shōnen Champion Red el 26 de enero de 2006, y empezó a ser distribuido por Akita Shoten. A partir de 2007, ocho volúmenes tankōbon fueron publicados en Japón. 
Franken Fran inició con el one-shot titulado Brains, más tarde ese título sería tomado como el primer capítulo con algunos ligeros cambios en los personajes, esencialmente detalles físicos. El último capítulo del manga se editó el 20 de febrero del 2012 dando por finalizada su publicación. 

## Argumento
Fran Madaraki es una cirujana creada por el científico Naomitsu Madaraki, el biólogo más importante y reconocido del mundo. Al comienzo fue creada para ser la asistente del doctor Madaraki, pero debido a la ausencia de éste, Fran termina haciéndose cargo del laboratorio. La vida de Fran transcurre realizando distintas cirugías, algunas bastante bizarras, ella disfruta haciéndolas por más que la mayoría de las veces termina realizando monstruosidades de sus pacientes. Ella espera ansiosamente que el doctor Madaraki regrese algún día para hacerse cargo de los trabajos.
En este manga se explota la premisa "Cuidado con lo que deseas", ya que los pacientes llegan a ella haciéndole peticiones como ser más delgado, más bello, más joven; Fran accede pero la gran mayoría de las ocasiones los sueños de sus pacientes se convierten en pesadillas médicas.

## Personajes
Fran Madaraki (斑木 ふらん Madaraki Furan?)
La protagonista principal, vive en la mansión Madaraki, es llamada la segunda hija del doctor y a la vez como su mejor creación. Tiene la apariencia de una joven mujer con dos electrodos a los lados de la cabeza parecidos a los de Frankenstein. Durante las operaciones ella suele aumentar el número de brazos con una prótesis llegando sumar seis extremidades que le dan la posibilidad de operar a una mayor velocidad. Tiene un carácter gentil y siempre trata de ayudar a sus pacientes aunque la mayoría de las veces éstos no terminan en un buen estado. Es un personaje ambivalente, ya que puede parecer gentil al principio, pero bastante perversa y despreocupada al final.
Veronica Madaraki (斑木ヴェロニカ Madaraki Veronika?)
Otra de las creaciones de Naomitsu Madaraki, creada con la intención de protegerlo. Se presenta ante Fran como su "hermana" y tercera hija del doctor. Es una asesina especializada en matar rápidamente para causar el menor dolor posible. Al principio parece tomar un rol antagonista, pero al final se queda a vivir en la mansión y se encarga de ayudar a Fran.
Gavrill Madaraki (斑木ガブリール Madaraki Gaburiru?)
La hermana mayor de Fran y la más reciente y peligrosa creación del doctor Madaraki. Es una mujer con una fuerza monstruosa y que en ocasiones se transforma en un monstruo para atacar a sus enemigos. Tiene la capacidad de cambiar de tamaño y forma.
Naomitsu Madaraki (斑木尚允 Madaraki Naomistu?)
El creador de Fran y sus hermanas, es un personaje que nunca aparece, pero es mencionado en distintas ocasiones. Fran espera pacientemente que regrese algún día.
Rumiko Kuhou ( 久宝るみ子 Kuhou Rumiko?)
Una agente de policía que se involucra en los distintos casos de Fran, los cuales acaban aterrándola.
Okita (沖田 Okita?)
Una de las creaciones de Fran, tiene la cabeza de un apuesto hombre y el cuerpo de un gato. Suele estar al lado de Fran y la anima en distintas operaciones. Tiene una prótesis de cuerpo humano en la que se introduce en ciertas ocasiones.
Adorea (アドレア Adorea?)
Otro de los experimentos de Fran. Solía ser una atractiva mujer, pero termina siendo un depósito de órganos. Todo su cuerpo está envuelto en vendas, que suele soltar para extender tentáculos con los cuales se ayuda para absorber por medio de su cara a las personas para apoderarse de sus órganos.

## Media

### Manga
El manga fue editado por primera vez en la revista Champion Red el 19 de septiembre del 2006. El manga inicia como un one-shot, luego pasaría a publicarse  por la editorial Akita Shoten desde el 2007 en tankōbon, quedando finalmente estructurado en 8 volúmenes con 61 capítulos en total. El manga culminó su publicación el 20 de febrero de 2012.

#### Lista de volúmenes
| 1 | «Volumen 1» | 20 de noviembre de 2007 | ISBN 978-4-253-23311-8 |
| Contenido: - 01- Cerebros - 02- Crisalida - 03- Junta las piezas - 04- Cirugía plástica - 05- Dios y perro - 06- Infeliz cumpleaños - 07- Sostenme fuerte - Extra - Estrella de cine                                        |             |                         |                        |
| 2 | «Volumen 2» | 18 de julio de 2008     | ISBN 978-4-253-23312-5 |
| Contenido: - 08- Un mundo hermoso - 09- Falso - 10- Cucarachas - 11- Viento y nieve - 12- Clones - 13- Clones 2 - 14- Mi hermana pequeña - Extra - Verónica sangrienta                                                      |             |                         |                        |
| 3 | «Volumen 3» | 20 de febrero de 2009   | ISBN 978-4-253-23313-2 |
| Contenido: - 15- Belleza eterna - 16- Adorea - 17- Monstruo marino - 18- Amor trivial - 19- Deseo - 20- La última película - 21- Intento de suicidio - 22- Protozoario - Extra                                              |             |                         |                        |
| 4 | «Volumen 4» | 20 de octubre de 2009   | ISBN 978-4-253-23314-9 |
| Contenido: - 23- Justicia - 24- Inmortalidad - 25- Chica de escuela - 26- Piedad - 27- La mascota - 28- Un hombre con suerte - 29- Parto de un huevo - 30- Gente con gustos inusuales - Extra: Purin                        |             |                         |                        |
| 5 | «Volumen 5» | 18 de junio de 2010     | ISBN 978-4-253-23315-6 |
| Contenido: - 31- Amazonas - 32- Justicia 2 - 33- Zona de muerte - 34- El kannon - 35- Robot - 36- Aura - 37- Dos dimensiones - 38- El yo imaginario - Extra: un cliente ordinario                                           |             |                         |                        |
| 6 | «Volumen 6» | 20 de enero de 2011     | ISBN 978-4-253-23316-3 |
| Contenido: - 39- Un mundo cambiante - 40- Bucanera - 41- Espectro marino - 42- Venganza - 43- Veinticuatro - 44- Impulso asesino - 45- Cucarachas 2 - 46- Remedio antiobesidad - Extra: Exterminación                       |             |                         |                        |
| 7 | «Volumen 7» | 20 de agosto de 2011    | ISBN 978-4-253-23317-0 |
| Contenido: - 47- Muertos vivientes - 48- Canibalismo - 49- Maestra - 50- Longevidad - 51- Venganza 2 - 52- Exorcismo - 53- Pulpo                                                                                            |             |                         |                        |
| 8 | «Volumen 8» | 20 de febrero de 2012   | ISBN 978-4-253-23318-7 |
| Contenido: - 54- La isla panorámica, parte 1 - 55- La isla panorámica, parte 2 - 56- Un mundo cambiante 2 - 57- Tipo de sangre - 58- Venganza 3 - 59- Mejor amiga - 60- Izquierda y derecha - Capítulo final: Sueño - Extra |             |                         |                        |

### Audio drama

#### Lista de audios
1. "Prologue" ( プロローグ?) - (1:43)
2. "PART1 CHRYSALIS - Islander - " ( 蟲?) - (19:58)
3. "PART2 MY LITTLE SISTER - sister - " ( 妹?) - (13:20)
4. "PART3 LUST" - lust -  ( 肉欲?) - (16:40)
5. "Epilogue" ( エピローグ?) - (2:24)